# Jorok (Unter Iwes)
Jorok is een bestuurslaag in het regentschap Sumbawa van de provincie West-Nusa Tenggara, Indonesië. Jorok telt 1161 inwoners (volkstelling 2010).